# East Hendred
East Hendred ist ein Dorf und ein Civil parish in der englischen Grafschaft Oxfordshire, etwa 7 km östlich von Wantage im Vale of White Horse und liegt in ähnlicher Entfernung westlich von Didcot. Bis 1974 war der Ort Teil der Grafschaft Berkshire.
Der East Hendred Brook fließt durch den Parish, der sich vom Vale of White Horse hinauf bis nach Berkshire Downs erstreckt. Auch der westliche Rand des Harwell Science and Innovation Campus liegt innerhalb des Parish. The Ridgeway und Icknield Way, zwei Altstraßen, führen ebenfalls hindurch.

## Geschichte
East Hendred befindet sich der Scutchamer Knob, wo König Edwin der Sage nach im siebten Jahrhundert Cwichelm aus Wessex getötet hat. Scutchamer Knob ist die Stätte eines kammerlosen Hünenbetts aus der Eisenzeit und war im Mittelalter Tagungsort des Shire Moot. Es befindet sich am Ridgeway National Trail am südlichen Ende des Dorfes.
Der Parish gliederte sich in fünf Gutssitze: King’s Manor, Abbey Manor, Frampton’s Manor, New College Manor und Arches Manor. Abbey Manor war Klostergut der Reading Abbey. Hendred House ist das Herrenhaus von Arches. Es ist Wohnsitz der Eystons, der ältesten Familie des alten Berkshire, die noch immer dieselbe Grundherrschaft besitzt. Eines der örtlichen Pubs ist nach ihnen benannt.

## Hendred House und die Familie Eyston

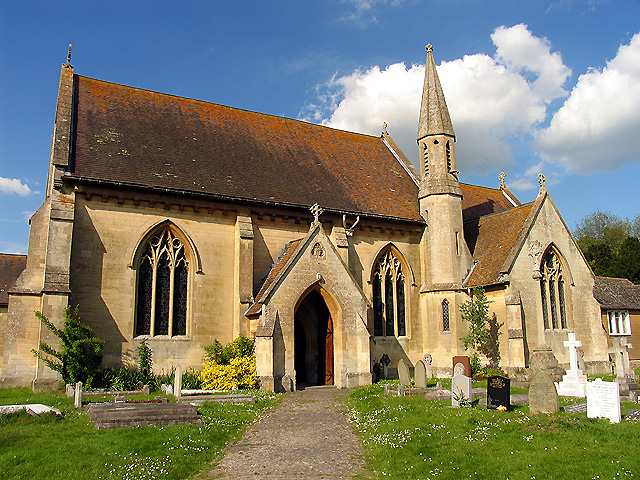
Die katholische Kirche St Mary’s

Das Dorf ist ungewöhnlich durch den Herrensitz Hendred House, der über sechshundert Jahre hinweg im Besitz derselben Familie war. Die Eystons hatten das Anwesen Mitte des 15. Jahrhunderts erworben und blieben bis in die Gegenwart Herren des Hauses.
Die Eyston-Familie gehörte zu den Verweigerern der englischen Reformation und blieb römisch-katholisch. Dieser Schritt hatte einen starken Einfluss auf die Geschichte und Entwicklung des Dorfes. Die dem Heiligen Amand geweihte mittelalterliche Privatkapelle, die zu Hendred House gehört, blieb eine katholische Kirche und wird noch heute gelegentlich zu Gottesdiensten genutzt. Die Familie ließ auch die St Mary’s Church erbauten und gründete im 19. Jahrhundert die St Amand’s School.
Nennenswerte Mitglieder der Familie waren Charles Eyston, ein Antiquar im 17. Jahrhundert und George Eyston, der in den 1930er Jahren einen Landgeschwindigkeitsrekord hielt.

## Pfarrkirche
Die Pfarrkirche der Church of England ist Augustinus von Canterbury geweiht und stammt aus dem 12. Jahrhundert. In ihr heiratete 1996 der spätere Premierminister David Cameron seine Frau Samantha. In ihr befindet sich ein seltenes, funktionsfähiges Exemplar einer Uhr von John Seymour aus Wantage, die im 16. Jahrhundert gefertigt wurde sowie ein Glockenspiel, das alle drei Stunden die Angel’s Hymn von Orlando Gibbons spielt. Die Kirche hat einen quadratischen Kirchturm an der Westseite.
Außerdem gibt es in East Hendred mit St Mary eine römisch-katholische Gemeindekirche.

## Kloster
Benachbart zur katholischen Gemeindekirche St Mary befindet sich das 2004 gegründete Holy Trinity Monastery, einer Gemeinschaft von Benediktinerinnen.

## Weitere Einrichtungen

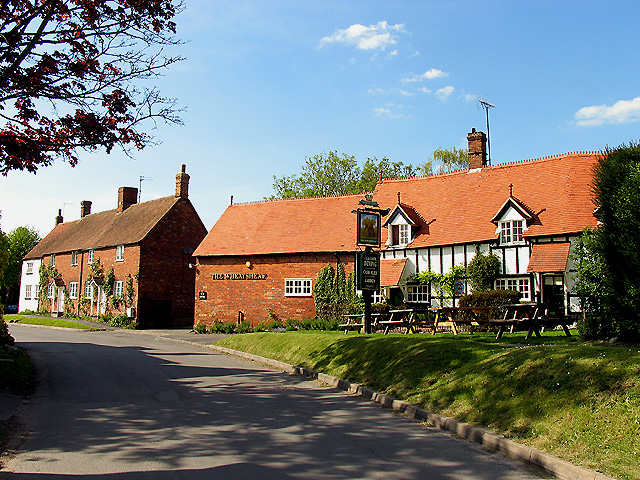
The Wheatsheaf

In East Hendred gibt es drei Pubs, The Wheatsheaf, Eyston Arms und The Plough. Das Champs Chapel Museum of East Hendred in einer alten Kapelle am Wegesrand aus dem 15. Jahrhundert sammelt Artefakte, Photographien und andere Archivalien aus der Dorfgeschichte.